# Винди Сити булси
Винди Сити булси (енгл. Windy City Bulls) амерички је кошаркашки клуб из Хофман Естејтса у Илиноису. Клуб се такмичи у НБА развојној лиги и тренутно је филијала НБА тима Чикаго булси.

## Историја
Клуб је основан 2016. године.

## Познатији играчи
- Пи-Џеј Дожер
- Дује Дукан
- Марко Симоновић
- Карлик Џоунс